# Amstel Gold Race 2019
54. ročník jednodenního cyklistického závodu Amstel Gold Race se konal 21. dubna 2019 v Nizozemsku. Vítězem se stal Nizozemec Mathieu van der Poel z týmu Corendon–Circus. Na druhém a třetím místě se umístili Australan Simon Clarke (EF Education First) a Dán Jakob Fuglsang (Astana).

## Týmy
Závodu se zúčastnilo celkem 25 týmů, všech 18 UCI WorldTeamů a 7 UCI Professional Continental týmů. Každý tým přijel se 7 jezdci, na start se celkem postavilo 175 jezdců. Do cíle v Berg en Terblijtu dojelo 112 jezdců.
UCI WorldTeamy
- AG2R La Mondiale
- Astana
- Bahrain–Merida
- Bora–Hansgrohe
- CCC Team
- Deceuninck–Quick-Step
- EF Education First
- Groupama–FDJ
- Lotto–Soudal
- Mitchelton–Scott
- Movistar Team
- Team Dimension Data
- Team Jumbo–Visma
- Team Katusha–Alpecin
- Team Sky
- Team Sunweb
- Trek–Segafredo
- UAE Team Emirates

UCI Professional Continental týmy
- Bardiani–CSF
- Corendon–Circus
- Israel Cycling Academy
- Roompot–Charles
- Sport Vlaanderen–Baloise
- Vital Concept–B&B Hotels
- Wanty–Gobert

## Výsledky
| Pořadí | Jezdec                      | Tým                   | Čas        |
| ------ | --------------------------- | --------------------- | ---------- |
| 1      | Mathieu van der Poel (NED)  | Corendon–Circus       | 6h 28' 18" |
| 2      | Simon Clarke (AUS)          | EF Education First    | + 0"       |
| 3      | Jakob Fuglsang (DEN)        | Astana                | + 0"       |
| 4      | Julian Alaphilippe (FRA)    | Deceuninck–Quick-Step | + 0"       |
| 5      | Maximilian Schachmann (GER) | Bora–Hansgrohe        | + 0"       |
| 6      | Bjorg Lambrecht (BEL)       | Lotto–Soudal          | + 0"       |
| 7      | Alessandro De Marchi (ITA)  | CCC Team              | + 0"       |
| 8      | Valentin Madouas (FRA)      | Groupama–FDJ          | + 0"       |
| 9      | Romain Bardet (FRA)         | AG2R La Mondiale      | + 0"       |
| 10     | Matteo Trentin (ITA)        | Mitchelton–Scott      | + 0"       |